# 依依佩佩
蔡依伶與蔡佩伶（1981年2月15日－），台灣雙胞胎女藝人，出生于台北市。

## 簡介
姊姊是蔡依伶（依依），妹妹是蔡佩伶（佩佩），從高中起就陸續接下部分商業演出。從小習舞，包括芭蕾、民族舞、街舞。因為拍廣告而出道。兩人皆為國立台灣藝術大學戲劇系畢業，非常喜歡演戲，也喜歡各種表演。
因為善於投資理財，兩人從學生時代起存錢買房，常在許多新聞中分享理財觀念。
在2013年開設自己的婚紗店。兩人的媽媽是服裝設計師，在從小耳濡目染之下，兩人亦對手工精緻的韓式婚紗產生了濃厚的興趣，是演藝圈內少數選擇以婚紗相關事業作為副業的藝人。兩姊妹於2013年7月同時結婚，成為演藝圈史上第一次同時結婚的藝人。2014年5月，因為同時全裸登上《台灣壹週刊》而引起注目,成為第一對脫光光的雙胞胎藝人，並被媒體封為是 「史上最美雙胞胎」，但也有不少網友對其靠脫衣服搏版面的作法不以為然。
2014年10月1日，依依順利在醫院以自然產方式生下一子，乳名「小餅乾」

## 主持作品

### 電視節目
| 頻道       | 節目名       |
| ---------- | ------------ |
| 中天綜合台 | 台灣腳逛大陸 |
| JET綜合台  | 超級大玩咖   |
| 國興衛視   | 明周時尚     |
| 民視交通台 | Enjoy放假天  |
| 中天娛樂台 | 全民大挑戰   |
| 台視       | 品味101      |
| 台視       | 蓋酷兵團     |
| 國興衛視   | 四輪幫       |
| 國興衛視   | 哈日我最in   |
| 中天娛樂台 | 全家出走中   |

## 演出作品

### 電視劇
- 東森《哈拉教父》
- 《ampm》
- 《天后之征》
- 港劇《一切由結婚開始》
- 台劇（公主小妹）

### 電影
- 《為愛發電》

### 微電影
- 《我愛巴士》
- 《玻璃鑽石》

### 舞台劇
- 《木偶與男孩》
- 《幕連戲》
- 《獵人與貓頭鷹》
- 《女人》
- 《水晶球與獨角獸》
- 《黃金海底城》
- 《勇闖黑森林》
- 《木偶與男孩》
- 《阿波菲斯-環遊世界大冒險》(僅有佩佩)

## 外部連結
依依
- 雙胞胎 依依佩佩  的 依依的Facebook專頁
- 依依 雙胞胎 雙胞胎依依的Instagram帳戶

佩佩
- 蔡佩玲在互联网电影资料库（IMDb）上的資料（英文）
- Wedding21韓式婚紗攝影 （页面存档备份，存于）
- WWedding21韓式婚紗（桃園）的Facebook專頁（繁體中文）
- 雙胞胎佩佩  韓式婚紗女王的Facebook專頁
- 蔡佩佩的Instagram帳戶
- Wedding21韓式婚紗的Instagram帳戶